# Monk (chaussure)
Pour les articles homonymes, voir Monk (homonymie).

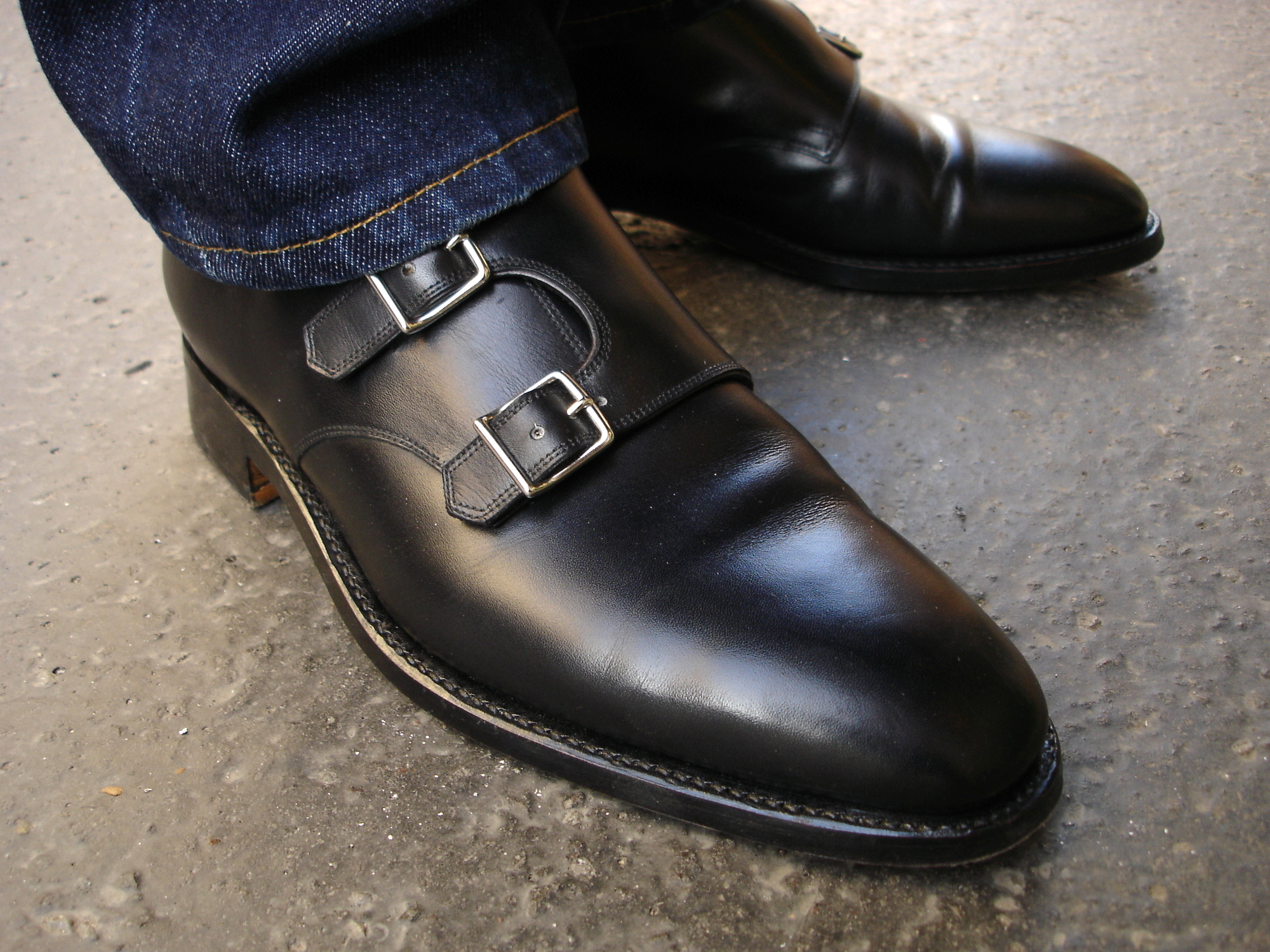
Des chaussures de type Double Boucle noires portée avec un jeans.

Une chaussure de type Monk est un style de chaussures de ville pour homme, sans laçage, fermée par une ou plusieurs boucles. Lorsqu'il y en a deux, elle est également connue sous le nom de Double Boucle. Il s'agit d'une évolution de la chaussure de type Derby s'accordant avec une large palette de tenues masculines. Elle est de ce fait décrite par certains spécialistes du secteur comme la chaussure masculine habillée « la plus aboutie ». 
C'est une chaussure au formalisme intermédiaire : moins formelle qu'un Richelieu mais davantage qu'un Derby,. À l'origine munie d'une simple boucle, elle connaît un important regain de popularité depuis le début des années 2010 avec l'apparition de la Double Boucle et est désormais une des principales catégories de chaussures pour hommes. Elle n'est toutefois pas toujours reconnue comme un type de chaussure à part entière et est encore parfois présentée comme une simple variante du Derby. 
Elle est rarement broguée mais existe parfois en plusieurs matières. Elle est également populaire en daim.

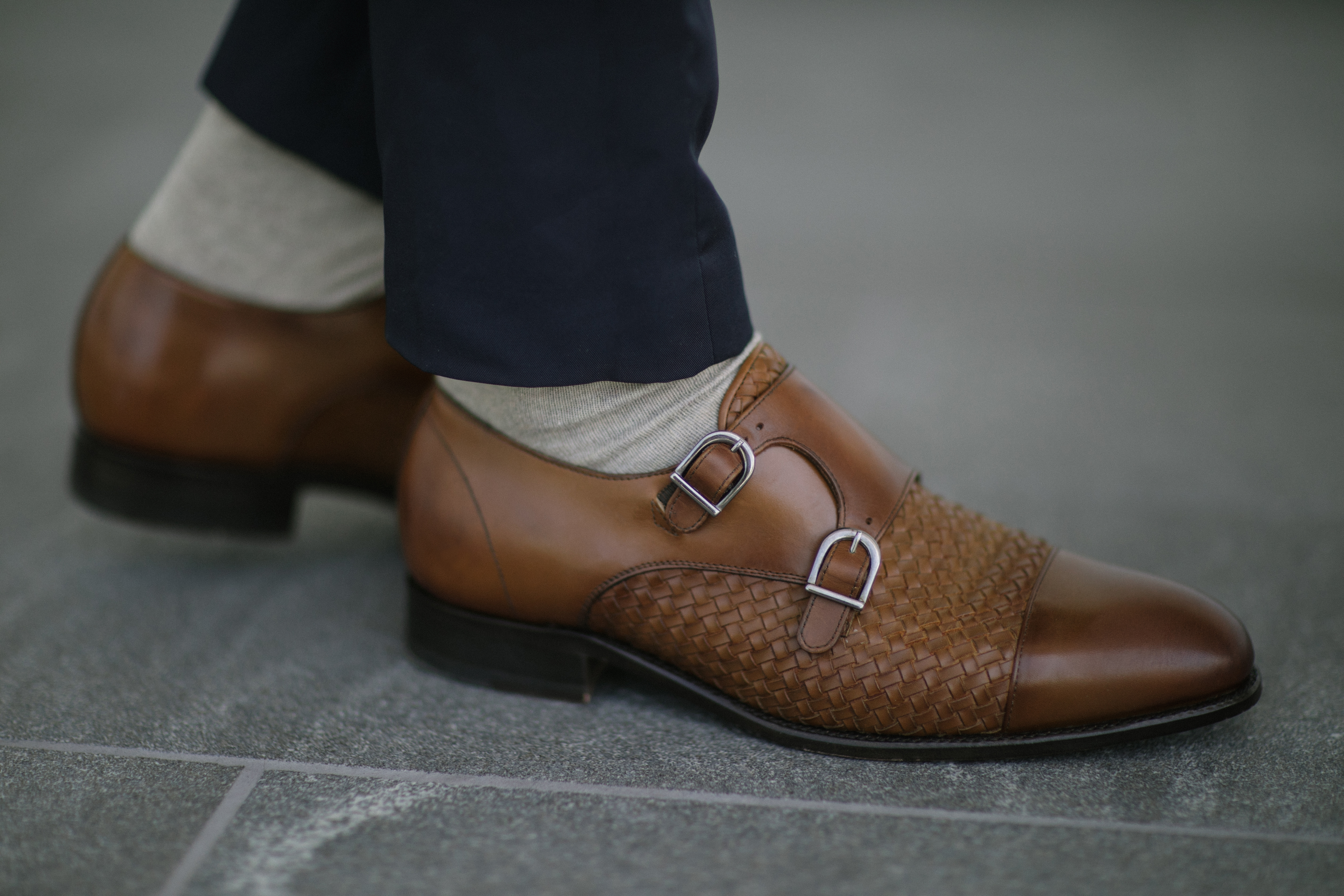
Double Boucle bimatière.